# Sikorsky S-97 Raider
Sikorsky S-97 Raider je predlagani visokohitrostni žirodin helikopter, ki se bo uporabljal kot jurišnik, opazovalni helikopter ali pa za prevoz do šest vojakov. S-97 bo imel dva koaksialno nameščena kontrarotirajoča rotorja, na zadnjem delu pa bo imel propeler za večjo potovalno hitrost. Turbogredni motor General Electric YT706 bo poganjal oba rotorja in propeler. Dosegel naj bi hitrost 220 vozlov (410 km/h). 

## Specifikacije
Podatki iz 
Splošne značilnosti
- Posadka: 0-2 pilota
- Število sedežev: 6 vojakov
- Dolžina: 35 ft (11 m)
- Bruto teža: 8.945 lb (4.057 kg)
- Maks. vzletna teža: 11.000 lb (4.990 kg) [4]
- Pogon letala: 1 × General Electric YT706 , 2.600 shp (1.900 kW)
- Premer glavnega rotorja:  ×  34 ft (10 m)
- Propelerji: št. lopatic: 6 propeler s spremenljivimi krakom, 7 ft (2,1 m) premer

Zmogljivost
- Potovalna hitrost: 253 mph; 407 km/h (220 kn) z zunanjim orožjem
- Neprekoračljiva hitrost: 276 mph; 444 km/h (240 kn)
- Doseg: 354 mi; 308 nmi (570 km)
- Trajanje leta: 2 ure 40 min
- Višina leta (servisna): 10.000 ft (3.048 m) 95℉

Oborožitev

- Strelno orožje: .50 cal strojnica s 500 naboji